# 路县故城遗址

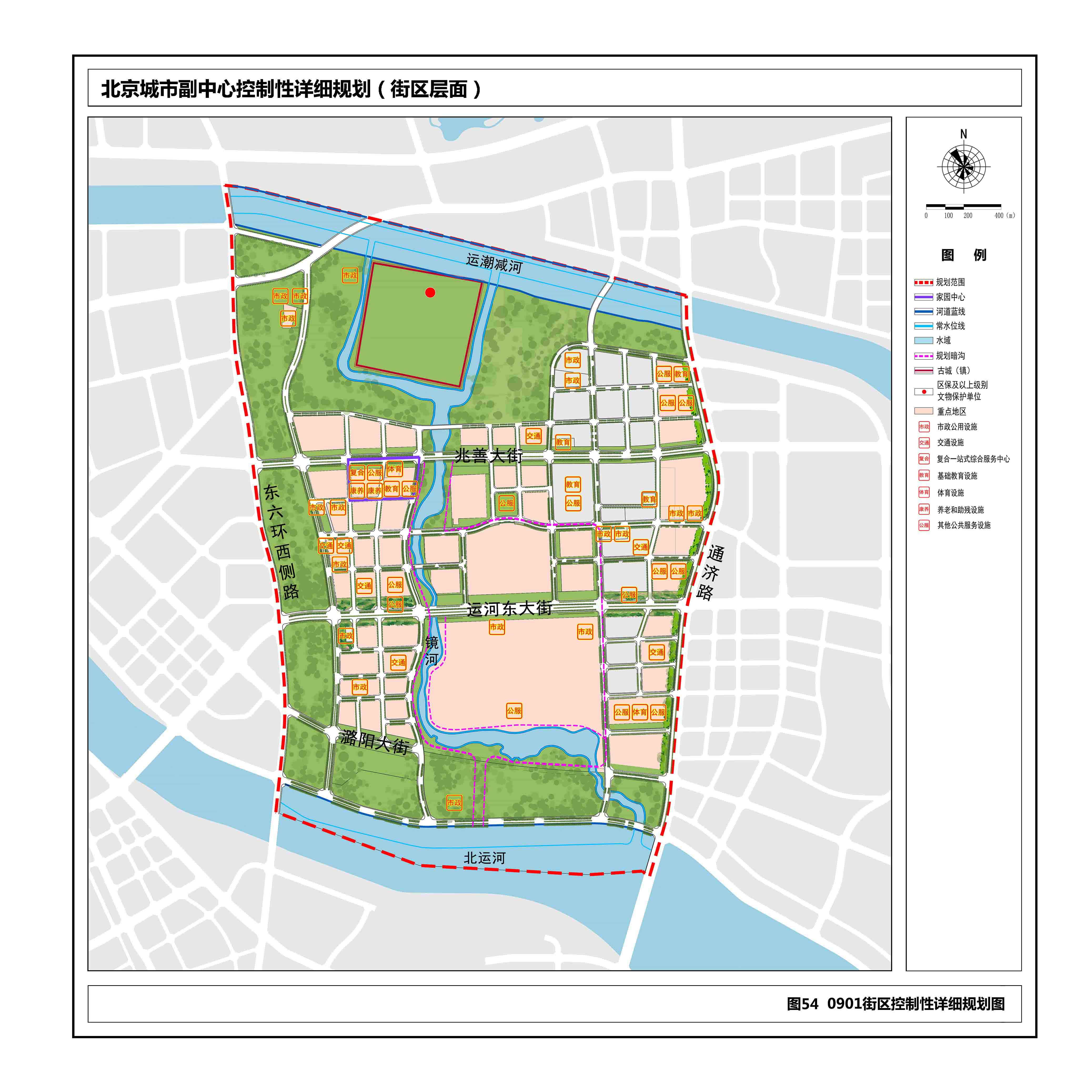
北京城市副中心行政办公区周围规划（《北京城市副中心控制性详细规划（街区层面）（2016年—2035年）》 0901街区规划图则）

路县故城遗址是在2016年北京城市副中心建设前期考古勘探时发现的西汉遗址，是通州地区最早的古代城址，位于北京城市副中心行政办公区西北。获评“2016年度全国十大考古新发现”。
该遗址可分为扰土层四层、明清文化层、唐辽金文化层和汉代文化层。汉代遗存最为丰富，有城市的多个部分，构成完成的城市体系，还出土了两汉时期陶器等器物。以城址为核心，发现从战国一直延续至明清时期的墓葬。
路县故城遗址保护展示工程申报建设规模约1.8万平方米，建设内容为路县故城遗址博物馆，包括文化研究区、文化展示区等。路县故城考古遗址公园二期项目内容为：遗址核心区二期25公顷遗址本体保护展示、园林绿化等相关建设工作。